# Thomas Hardy (pittore)
Thomas Hardy (Derbyshire, 1757 – 1804) è stato un pittore e incisore britannico, autore del ritratto del compositore austriaco Franz Joseph Haydn.

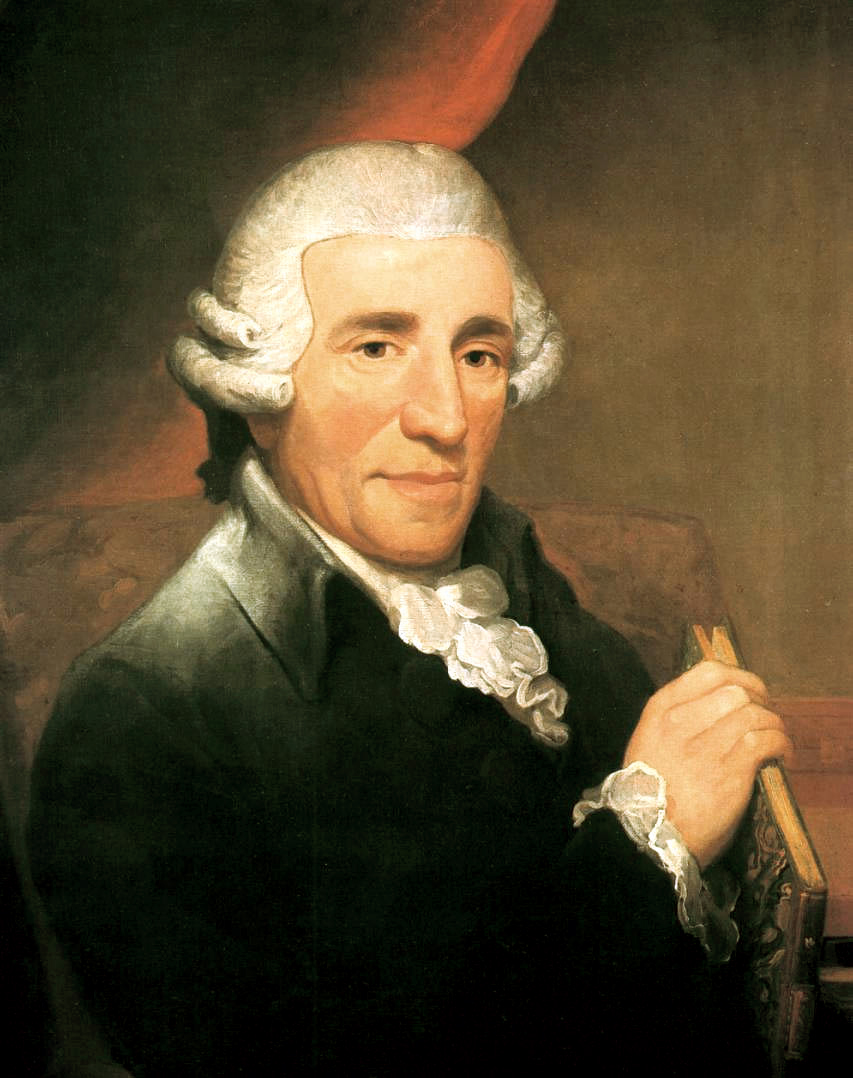
Ritratto di Franz Joseph Haydn, 1792

Espose alla Royal Academy of Arts dal 1778 al 1801. Si specializzò nell'incisione di ritratti come quello di Lady Cavendish in Bambina che gioca col cane, oggi esposto alla National Gallery.